# Perdido (piattaforma)
La Perdido, nota anche come Perdido Regional Host, è una piattaforma petrolifera di produzione galleggiante di tipo spar installata nel Golfo del Messico ed operata dalla Royal Dutch Shell. Attualmente detiene il record di massima profondità di acqua tra le piattaforme petrolifere di produzione.

## Posizione geografica
La piattaforma si trova nel Golfo del Messico, nel permesso 857 del canyon Alaminos, a 320 km a sud rispetto a Galveston, nei pressi di Houston, Texas.
Nella posizione in cui è ancorata la piattaforma il fondale marino è profondo 2383 m, facendo della Perdido la piattaforma di produzione più profonda al mondo.
L'installazione petrolifera si trova in territorio statunitense a circa 15 km dal confine marittimo messicano.
Il concetto Perdido Regional Host si riferisce al fatto che la piattaforma riunisce le attrezzature di produzione per tutta una serie di campi petroliferi nella zona situati in differenti permessi.
La piattaforma infatti raccoglie petrolio proveniente dai campi Great White, Tobago e Silvertip.
La soluzione, unica in questa zona caratterizzata da fondali molto profondi, ha ridotto l'impatto ambientale che sarebbe derivato da uno sviluppo indipendente di ciascun campo.

## Struttura
La piattaforma si compone di uno scafo, un topside e un sistema di ancoraggio, struttura tipica delle spar.
L'altezza complessiva della struttura fino alla sommità dell'impianto di perforazione è di 267 m, di cui 154 m sotto il livello del mare.
Nonostante le dimensioni possano sembrare notevoli, il design della spar Perdido si caratterizza per compattezza e leggerezza, elementi che determinano l'economicità di una struttura in acque ultra-profonde. Il limitato peso del topside ha permesso per esempio la progettazione di uno scafo di tipo Truss, di gran lunga più economico rispetto allo scafo delle spar classiche. Sempre per via delle relativamente ridotte dimensioni del topside, la sua installazione sullo scafo è stata effettuata con un solo tiro, riducendo così tempo e costi.
La scelta di una spar rispetto ad altre soluzioni per acque profonde è stata dettata da considerazioni economiche, ma anche di sicurezza. Il Golfo del Messico infatti si caratterizza per una elevata frequenza di uragani. La struttura di una spar è tale per cui essa mantiene la propria stabilità anche in caso di rottura delle linee di ancoraggio e ormeggio: la stabilità infatti non deriva da questi cavi (come nel caso delle Tension-leg platform) ma dal proprio centro di gravità sempre al di sotto del centro di galleggiamento, garantendo un momento gravitazionale positivo.
La Shell non ha mai rivelato i costi di realizzazione della complessa struttura; alcuni esperti tuttavia stimano che l'intero progetto possa essere costato tra i 3 e 4 miliardi di dollari.

### Scafo
Lo scafo della piattaforma è una spar di tipo Truss, con un diametro di 36 m per una lunghezza totale di 169 metri, di cui 15 al di sopra del livello de mare. Dei 169 m di lunghezza totale, 80 m costituiscono la lunghezza del cilindro vero e proprio, denominato hard-tank. Il peso del solo scafo ammonta a 22'000 tonnellate.
Il contratto di progettazione dello scafo è stato assegnato nel 2006 alla Technip, leader nel settore avendo progettato lo scafo di 14 delle 17 spar presenti al mondo, che ha optato per la soluzione di tipo Truss in quanto risulta più economica rispetto al design classico delle spar a parità di dimensioni del topside e stabilità della struttura.
La costruzione dello scafo è stata affidata alla stessa Technip che ha realizzato la struttura nei cantieri di Pori, in Finlandia, tra novembre 2006 e maggio 2008, dopo due milioni di ore uomo durante le quali non è stato registrato alcun LTI.

### Topside
Il topside consiste di tre livelli che ospitano le attrezzature di produzione, un impianto di perforazione e alloggi per il personale che lavora a bordo dell'installazione.
Il contratto per la progettazione del topside è stato assegnato alla società Alliance Wood Group Engineering, mentre la costruzione è stata effettuata nei cantieri navali della Kiewit Offshore, situati nei pressi di Corpus Christi, nel Texas, completata nel 2009.

#### Impianto di perforazione
Il topside ospita l'impianto di perforazione Platform Rig 205 della Helmerich & Payne, Inc..
L'impianto è stato modificato per essere alloggiato sulla spar, pur mantenendo le capacità di perforazione e completamento. Infatti lo scopo dell'impianto è quello di effettuare il tie-back dei 35 pozzi sottomarini, mantenendo la possibilità di perforare fino a 9 nuovi pozzi dalla piattaforma stessa. Le principali modifiche sono consistite in un upgrade di alcune attrezzature (un iron roughneck, la tavola rotary da 49-1/2” ed un BOP da 5'000 psi e 16-3/4”) e nel predisporre la struttura per essere montata dalle gru della Perdido.
Il recupero dei pozzi è reso possibile dalla peculiare tecnologia dei riser, tutti di tipo DVA (Direct Vertical Access), che permettono di accedere ai pozzi (sparsi in un'area di 15 km di raggio) dalla piattaforma e di installare un BOP di superficie, nonostante la presenza di teste pozzo sottomarine.
L'impianto, di relativamente piccole dimensioni, è stato installato nell'estate 2009. Costruito nel 2002, precedentemente è stato utilizzato dalla Shell sulla piattaforma fissa Cognac e sulla TLP Ram-Powell, entrambe nel Golfo del Messico.

### Ancoraggio
La piattaforma è ancorata per mezzo di nove linee di ormeggio, ciascuna costituita da catene e funi di poliestere. Il progetto del sistema di ormeggio e ancoraggio è stato assegnato alla Technip assieme al contratto di progettazione dello scafo.
Ogni linea di ancoraggio (lunga circa 3 km) è collegata ad un palo infisso nel fondale per mezzo di un sistema di connettori che permettono la connessione e disconnessione tramite Remotely Operated Vehicle (ROV).
La Technip ha indicato in 20 anni la vita utile delle linee di ancoraggio.

## Trasporto ed assemblaggio
Lo scafo e il topside della spar Perdido sono stati costruiti separatamente e successivamente assemblati nella posizione finale in cui la piattaforma è stata installata.
La chiatta Mighty Servant I della società Dockwise Shipping BV ha trasportato lo scafo da 22'000 tonnellate per 13'200 km, dal Mar Baltico in Finlandia fino a Ingleside, sulle coste del Golfo del Messico.
Dopo aver messo lo scafo in galleggiamento, è stato rimorchiato fino alla posizione finale, al di sopra del canyon sottomarino di Alaminos, 320 km a sud della costa del Texas.
Nel sito definitivo, la spar è stata ruotata di 90° fino alla posizione verticale pompando acqua di zavorra nella parte inferiore dello scafo, con l'assistenza della nave gru Balder della società olandese Heerema Marine Contractors. Infine è stata ancorata a pali infissi nel fondale marino.
Il topside da 9'500 tonnellate è stato anch'esso trasportato al sito finale della piattaforma ed installato sullo scafo per mezzo della nave gru Thialf nel marzo 2009. Si è trattato del primo caso di installazione di un topside con un unico tiro, grazie alle limitate dimensioni di questa struttura. La riduzione del peso ha inoltre permesso l'utilizzo di una spar più piccola per il progetto.

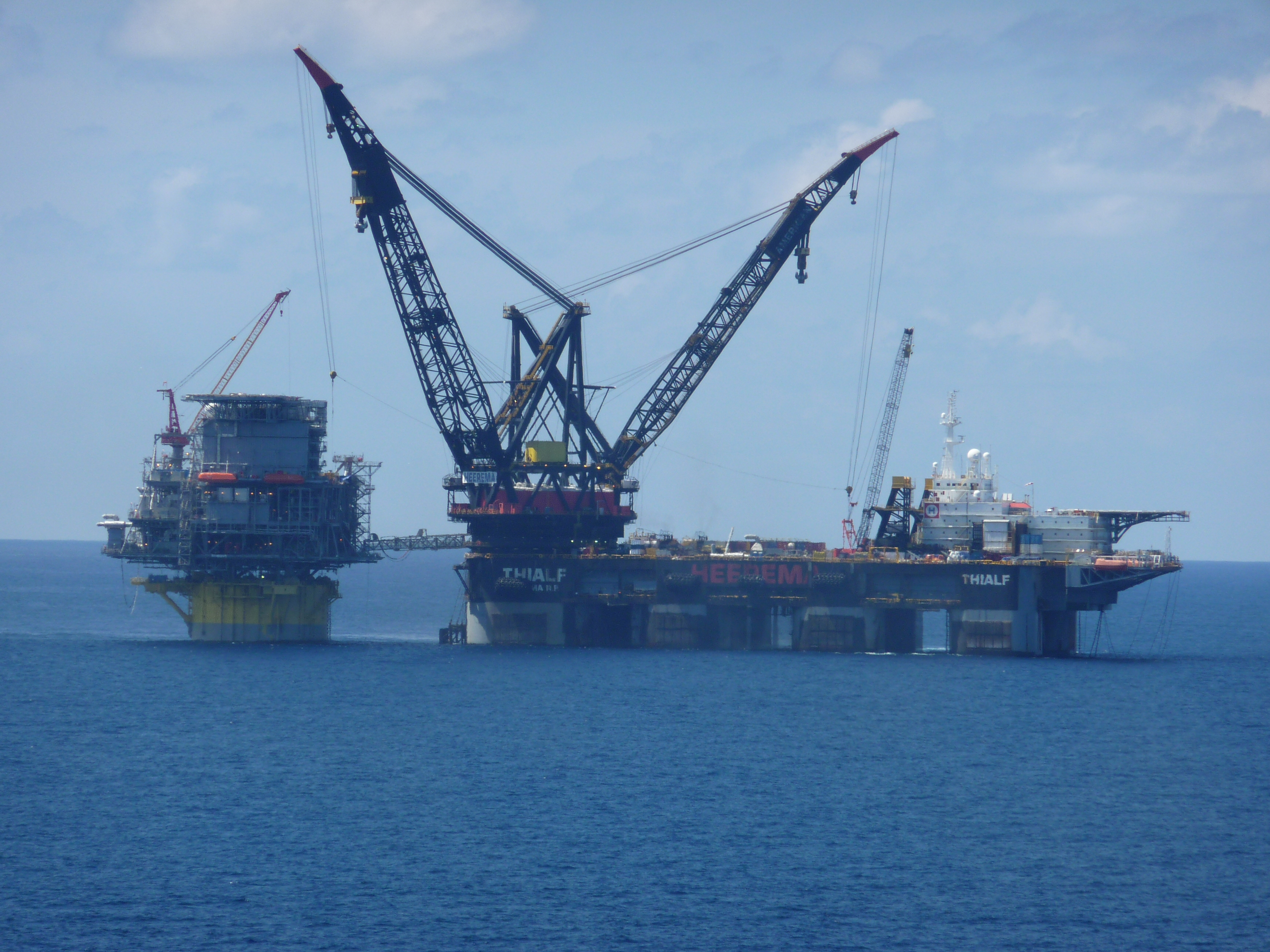
La Thialf durante le operazioni sulla piattaforma Perdido.

Tra le varie complicazioni derivanti dalla progettazione della colossale struttura, una riguarda la differenza di temperatura tra il cantiere in cui è stato assemblato lo scafo e il sito di installazione finale della piattaforma, in cui il topside e lo scafo dovevano essere accoppiati. Laser guidati da computer hanno effettuato le misurazioni con la necessaria precisione per considerare la dilatazione termica dei componenti tra la fredda Finlandia e il Golfo del Messico.

### Completamento sottomarino
La FMC Technologies ha vinto il contratto per il servizio di completamento e processo sottomarino. Il contratto comprendeva la fornitura di teste pozzo sottomarine (dimensionate su una pressione massima di esercizio pari a 10'000 psi), due manifold sottomarini, sistemi di separazione e pompaggio sottomarini, assieme ai relativi sistemi di controllo.
In particolare, il sistema di separazione e pompaggio sottomarino permette di produrre da giacimenti molto fratturati e quindi caratterizzati da pressioni relativamente basse.
Il contratto per l'ingegnerizzazione, la costruzione e la fornitura delle strutture sottomarine è stata invece assegnata alla Oceaneering International. Il contratto comprendeva 29 condotte sottomarine.
Acergy North America si è invece occupata del trasporto ed installazione degli ombelicali di produzione sottomarina. Questi ammontavano a 60 km di ombelicali sottomarini di produzione di acciaio di tipo super duplex.

## Produzione di idrocarburi
La spar Perdido produce gas e olio proveniente dai campi Great White, Tobago e Silvertip. Trattandosi di piccoli separati depositi di idrocarburi sparsi in un'area di 15 km di raggio, la costruzione di piattaforme indipendenti per ciascuno di essi sarebbe risultata una soluzione parecchio costosa. Da qui il concetto di hub regionale.
Il campo Great White si trova nel permesso AC 857 ed è operato da Shell (33,4%) per conto dei partner Chevron (33,3%) e BP (33,3%). La profondità d'acqua nell'area in cui si estende il campo è di 2400 m circa. Il campo è stato scoperto nel maggio 2002 dal semi-sommergibile Deepwater Nautilus con un pozzo perforato fino alla profondità verticale di 6'068 m.
Il campo Silvertip si trova nel permesso AC 815 ed è operato da Shell (40%) nonostante la quota di maggioranza appartenga al partner Chevron (60%). La profondità d'acqua è di circa 2800 m. La scoperta del campo risale all'agosto 2004 quando il pozzo esplorativo fu perforato fino ad una profondità totale di 4504 m.
Il campo Tobago è localizzato nel permesso AC 859 in 2900 m d'acqua, operato da Shell (32,5%) a nome dei partner Chevron (57,5%) e Nexen (10%). La scoperta risale alla perforazione del pozzo esplorativo che ha raggiunto la profondità totale di 5'642 m. Il campo detiene il record del completamento sottomarino più profondo al mondo. Il campo Tobago ha iniziato la produzione il 17 novembre 2011.
La piattaforma produce da 30 pozzi tutti sottomarini. Altri 5 pozzi sottomarini fungono da iniettori per migliorare la produttività dei campi. Dei 35 pozzi, 22 si trovano al di sotto della piattaforma e collegati con la superficie con un unico riser di perforazione e completamento ad alta pressione. Altri 5 riser da 14" collegano la Perdido ai pozzi presenti nei campi più lontani.
I sistemi di processo sottomarini separano i liquidi dal gas sul fondale. Una grande pompa sommersa da 1'500 HP manda l'olio e l'acqua verso la piattaforma attraverso un tubing interno al riser; il gas invece fluisce all'interno del riser esterno. Tutte queste condotte sono isolate termicamente, ad eccezione di quelle per l'iniezione d'acqua, per ridurre i problemi derivanti dalle basse temperature delle acque profonde.
La produzione sulla spar Perdido è cominciata il 31 marzo 2010.
Inizialmente sono stati messi in produzione 5 pozzi dal campo Great White. Si prevede che tutti i pozzi saranno messi in produzione entro il 2016.

### Pipeline
L'olio prodotto sulla Perdido viene mandato tramite una condotta sottomarina dedicata verso l'oleodotto da 18" Diana-Hoover (HOOPS) della ExxonMobil, a 120 km di distanza.
Il gas prodotto invece viene mandato al sistema Boomvang, a 180 km di distanza.

## Sicurezza
La spar Perdido è dotata di un avanzato sistema di sicurezza per proteggere il personale operante in un sito talmente remoto. La piattaforma è equipaggiata con le più grandi scialuppe di salvataggio (ciascuna dimensionata per trasportare 24 persone) usate su installazioni della Shell.
Gli alloggi sono stati progettati per resistere ad esplosioni; i rilevatori di gas e incendio sono in numero dieci volte maggiore che in ogni altra piattaforma nel Golfo del Messico.
La piattaforma di atterraggio degli elicotteri di cui è dotata la Perdido può ospitare contemporaneamente due elicotteri da 22 persone ciascuno. Queste capacità di trasporto è doppia rispetto agli elicotteri normalmente usati nel Golfo del Messico e consente una più veloce evacuazione del personale in caso di emergenza.